# 시즌 (스포츠)
시즌(영어: season)은 스포츠 대회에서 공식적으로 관리되는 경기가 개최되는 일련의 기간이다. 리그에서는 일반적으로 1년 주기이지만, 올림픽이나 월드컵 등의 격년 대회의 경우에는 몇 년 주기가 된다. 
스포츠의 종류에 따라 플레이하는 데 적합하지 않은 기간 및 비수기를 피하는 것이 일반적이다.

## 프리시즌
프리시즌(preseason)은 정규시즌을 준비하는 훈련 기간이다.
축구에서는, 유럽의 축구 명문 구단들은 이 기간 동안 전지 훈련을 겸해 해외 각지로 투어 경기를 떠나는 경우가 많다.
야구에서는, 스프링 트레이닝을 통해 훈련과 시범 경기를 가진다.

## 정규 시즌 (레귤러 시즌)
정규시즌(regular season)은 대체로 구기 종목 리그에서 팀 마다 똑같이 배정된 경기를 치루는 리그전 즉 라운드 로빈 토너먼트(round-robin tournament)를 의미한다.
대한민국에서는 종목 불문 정규시즌과 동일한 의미로 정규리그라는 용어를 많이 사용하고 있으며, 특히 야구에서는 페넌트레이스(pennant race)라는 용어 또한 사용하고 있다.

## 포스트시즌
포스트시즌(postseason)은 구기 종목 리그에서 팀마다 똑같이 배정된 경기를 치르는 리그전 즉 라운드 로빈 토너먼트(round-robin tournament) 이후 추가로 우승팀을 경정하기 위해 치러지는 경기를 의미하며 플레이오프라는 용어가 보편적이다.
특히 축구에서는 상하위리그 진출팀 등을 결정하기 위해 치러지는 승강 플레이오프가 포함되기도 한다.

## 페넌트 레이스
페넌트를 걸고 하는 경기이기 때문에 다양한 리그에서 페넌트 레이스라는 명칭을 사용한다. 메이저 리그 베이스볼은 포스트시즌을 페넌트 레이스라고 부르며, KBO 리그와 일본 프로 야구는 정규 시즌을 페넌트 레이스라고 부른다.